# Kaiseraugst
Kaiseraugst es una comuna suiza del cantón de Argovia, ubicada en el distrito de Rheinfelden. Limita al norte con las comunas de Grenzach-Wyhlen (DE-BW) y Rheinfelden (DE-BW), al este con Rheinfelden y Olsberg, al sur con Giebenach (BL), y al suroeste con Augst (BL).
Su nombre se deriva de Augusta raurica, antiguo asentamiento romano.